# Mouvement populaire allemand au Liechtenstein
Le Mouvement populaire allemand au Liechtenstein (en allemand : Volksdeutsche Bewegung in Liechtenstein ou VDBL) est un ancien parti politique nazi du Liechtenstein. Le parti, en français, est également connu sous la dénomination de Mouvement national allemand du Liechtenstein .

## Historique
D'obédience nationale-socialiste, le parti est créé le 31 mars 1938 avec pour but d'obtenir l’intégration de la principauté au sein du Troisième Reich. 
Il regroupe à ses débuts notamment d'anciens membres qui venaient en grande partie du Service liechtensteinois pour la patrie et ses effectifs fluctuent entre 150 et 250 membres, soit un peu moins de 10 % des personnes ayant le droit de vote à l'époque.
Avec son slogan "Liechtenstein den Liechtensteinern!" (Le Liechtenstein pour les liechtensteinois!), le parti s'inscrit en opposition frontale avec le Prince du Liechtenstein, François Ier, alors marié à Elsa von Gutmann, d'origine juive. Le parti maintient la pression à l'encontre du Prince François-Joseph II qui succède au précité le 25 juillet 1938.
L'année suivante, le parti est à la manoeuvre le 24 mars avec sa tentative de Putsch de 1939 au Liechtenstein. Mais ce putch organisé en accord avec les SA de Feldkirch, commune autrichienne voisine, échoue devant la résistance du gouvernement et de la population. Ses opposants sont dès lors les partis démocratiques que sont le Parti progressiste des citoyens (FBP) et l'Union patriotique (VU), qui s'allient en mars 1939 en formant une coalition et obtenant chacun un nombre à peu près égal de sièges, afin d'empêcher le VDBL d'acquérir des sièges au Landtag, lors des élections silencieuses de 1939.
Au sein de la société civile, l'opposant principal est l'Association Loyaliste du Liechtenstein (Heimattreue Vereinigung Liechtenstein), fondée par 21 hommes le 24 janvier 1939 à Schaan avec pour objectif de repousser le national-socialisme et de préserver l’indépendance du Liechtenstein. L'Association Loyaliste lance une campagne de signatures pour affirmer l'indépendance du Liechtenstein, combinée à un engagement envers la Maison princière et à une orientation économique et politique tournée vers la Suisse. Sa pétition est signée par 95,4% des hommes ayant le droit de vote en guise de déclaration patriotique. 
Le parti redevient important dès 1940 et disparaît en 1945 à la fin de la Seconde Guerre mondiale. Avec l'introduction d'un seuil de 18% pour entrer au Landtag, le VDBL n'entra donc jamais au Parlement de la Principauté. 